# بربارة جيل والترز
بربارة جيل والترز (بالإنجليزية: Barbara Jill Walters) (25 سبتمبر 1929م - 30 ديسمبر 2022م) هي صحفية وكاتبة ومذيعة أمريكية. قدمت العديد من البرامج التلفزيونية الصباحية مثل: «اليوم» (Today) و«وجهة نظر» (The View)، كما قدمت «مجلة الأخبار» (news magazine) التي بُثت على شاشة التلفاز، هذا بالإضافة إلى عملها كمذيعة مساعدة في برنامج «أخبار العالم في إيه بي سي نيوز».
اشتهرت والترز في بداياتها بتقديمها للبرنامج التليفزيوني الإخباري الصباحي «اليوم»، الذي قدمته على أن بي سي نيوز (NBC) لأكثر من 10 سنوات، عملت خلالها مع هيو داونز (Hugh Downs)، ثم بعد ذلك مع فرانك ماكجي (Frank McGee) وجيم هارتز (Jim Hartz). قضت والترز 25 عامًا كمذيعة مساعدة في برنامج «مجلة الأخبار» على إيه بي سي نيوز. كانت بربارة والترز أول مذيعة تعمل مساعدة في شبكة إخبارية مسائية، حيث اشتركت مع هاري ريسونر في تقديم أخبار إيه بي سي المسائية، واستمرت أيضًا بالمساهمة في الشبكة الإخبارية وبرنامجها الرائد، «أخبار العالم علي إيه بي سي».
احتلت والترز سنة 1996م المركز الرابع والثلاثين في قائمة مجلة تي في غايد لأعظم 50 نجمًا تلفزيونيًا. أعلنت في مايو 2013 اعتزالها تقديم برنامج «ذا فيو» والنشرة الإخبارية لقناة أي بي سي نيوز.

## وفاتها
توفيت في يوم الجمعة 30 ديسمبر 2022 عن عمر ناهز الثالثة والتسعين.

## وصلات خارجية
- بربارة جيل والترز على موقع IMDb (الإنجليزية)
- بربارة جيل والترز على موقع الموسوعة البريطانية (الإنجليزية)
- بربارة جيل والترز على موقع مونزينجر (الألمانية)
- بربارة جيل والترز على موقع إن إن دي بي (الإنجليزية)
- بربارة جيل والترز على موقع ديسكوغز (الإنجليزية)
- بربارة جيل والترز على موقع قاعدة بيانات الفيلم (الإنجليزية)